# OBROJECT
OBROJECT，是韓國Rainbow Bridge World於2014年推出的兄弟男子組合。於2014年9月17日發行數位單曲《OBroject’s Best Friend》正式出道。

## 成員資料
| 成員列表 | 成員列表 | 成員列表    | 成員列表 | 成員列表 | 成員列表    | 成員列表                   | 成員列表 |
| 藝名     | 藝名     | 藝名        | 本名     | 本名     | 本名        | 出生日期 / 出生地          |          |
| 藝名     | 諺文     | 羅馬拼音    | 漢字     | 諺文     | 羅馬拼音    | 出生日期 / 出生地          |          |
| -------- | -------- | ----------- | -------- | -------- | ----------- | -------------------------- | -------- |
| 吳台錫   |          | Oh Tae Seok | 吳台錫   |          | Oh Tae Seok | 1991年10月1日 · 仁川廣域市 |          |
| yuNdAk   |          | Yoon Dak    | 吳潤錫   |          | Oh Yun Seok | 1993年3月11日 · 仁川廣域市 |          |

## 經歷
吳台錫曾參加過2011年《K-pop Star 1》取得Top18的成績，2012年發行單曲《REBIRTH Part 3 – Why》，2014年《That's OK(말시키지마)》參與專輯合唱。

吳潤錫曾參加KB國民銀行饒舌大會《我也是 Rapper》獲得第二季優勝，2012年發行首張mixtape《YUNDAK Dawn Cock MIXTAPE》，2014年發行mixtape《진짜 남자들의 연애이야기》。

## 音樂作品

### 數位單曲
| 數位單曲 | 專輯資料 | 曲目                                                                              |
| 1st      | 《오브로젝트`s Best Friend》 - 發行日期：2014年9月17日 - 唱片公司：Rainbow Bridge World - 發行公司：LOEN娛樂 - 語言：韓語        | 1. Best Friend(Feat. 강민희 of 미스에스) 2. Best Friend (Inst.)                   |
| 2nd      | 《거짓말이잖아》 - 發行日期：2015年4月15日 - 唱片公司：Rainbow Bridge World - 發行公司：CJ E&M MUSIC - 語言：韓語                | 1. 거짓말이잖아(Feat. 李玹雨, Bromance) 2. 거짓말이잖아 (Inst.)                   |
| 3rd      | 《가볍게 한잔해》 - 發行日期：2015年10月7日 - 唱片公司：Rainbow Bridge World - 發行公司：TSN COMPANY - 語言：韓語                | 1. 가볍게 한잔해(Feat. 한해 of 팬텀) 2. 가볍게 한잔해 (Inst.)(Feat. 한해 of 팬텀) |
| 4th      | 《Feel So Good》 - 發行日期：2016年2月12日 - 唱片公司：Rainbow Bridge World - 發行公司：TSN COMPANY - 語言：韓語                 | 1. Feel So Good 2. Feel So Good (Inst.)                                           |
| 5th      | 《Those Were The Days》 - 發行日期：2017年2月1日 - 唱片公司：TSN COMPANY、Rainbow Bridge World - 發行公司：LOEN娛樂 - 語言：韓語 | 1. Those Were The Days                                                            |

## 外部連結
- OBROJECT的X（前Twitter）
- OBROJECT的Facebook專頁
- OBROJECT的Instagram帳戶
- 오태석的Instagram帳戶
- 오윤석的Instagram帳戶
- YouTube上的OBROJECT頻道

## 註解
1. ↑  尚未正名

## 引用資料
1. ↑  .   [2017-12-01]. （原始内容存档于2017-06-06）.